# Bianca Salgueiro
Bianca Salgueiro de Melo (Rio de Janeiro, 6 de janeiro de 1994) é uma engenheira mecânica brasileira, tendo trabalhado também anteriormente como atriz e dubladora. Em 2016 abandonou a carreira artística ao se formar e se mudou para Madri, na Espanha.
Na dublagem, é conhecida por ter dublado Lilo Pelekai em todos os filmes da franquia Lilo & Stitch, Tonya Rock na primeira temporada do seriado Todo Mundo Odeia o Chris e Lúcia Pevensie na trilogia de "As Crônicas de Nárnia" da Disney e no jogo lançado em 2005.

## Carreira
Além de dublar a "Lilo" do filme Lilo & Stitch, a "Isabel" de As Aventuras de Babar (substituindo Daniella Piquet), a "Lockette" de O Clube das Winx; ela também dubla Rose, a irmã de Caillou; "Cheese", o animal de estimação da Cream, de Sonic X; a "El Huesos" da novela mexicana Rubi; a "Júlia" do suspense Plano de Voo e personagens diversos de O Galinho Chicken Little, dublou a "Lúcia Pevensie" na  trilogia de "As Crônicas de Nárnia da Disney e no jogo baseado no 1° filme e também dublou Tasumi Dabler em Os Substitutos. Bianca Salgueiro também atuou no cinema, onde participou do filme Os Desafinados, de Walter Lima Júnior.
Na televisão, além de participar de Xuxa no Mundo da Imaginação, interpretou a personagem "Clara", protagonista da minissérie infantil Clara e o Chuveiro do Tempo, além de participar da minissérie JK (no papel de Maria Estela Kubitschek). Também atuou em Vidas Opostas, novela da Rede Record, onde viveu a personagem "Letícia". Bianca participou da novela Fina Estampa, fazendo o papel da filha de Tania Khalill. Dublou Tok em Chiquititas 2000, Lúcia em As Crônicas de Nárnia - O Príncipe Caspian e As Crônicas de Nárnia - A viagem do Peregrino da Alvorada e Tonya em Todo Mundo Odeia o Chris.
Em 2013 foi protagonista da vigésima primeira temporada do seriado teen Malhação. Em 2016, após breve participação em  A Lei do Amor, abandonou a carreira de atriz ao se formar na faculdade e se mudar para Madri, na Espanha, para trabalhar como engenheira mecânica.

## Vida pessoal
Em 2012 foi aprovada em primeiro lugar geral no vestibular da UERJ dentre os 45 mil inscritos para ingresso em 2012, inscrita em Engenharia Química. Também foi aprovada em Engenharia Química na UFF e UFRJ e em Engenharia Mecânica na PUC-Rio. Escolheu estudar na última, conseguindo uma bolsa por sua nota do ENEM, e ao conseguir uma bolsa de estudos para um mestrado na França, se mudou para a Europa e em 2016 acabaria se formando simultaneamente na graduação e mestrado. Em seguida se mudou para a Espanha, trabalhando em Madri. Em 2020, voltou brevemente ao Brasil quando a pandemia de COVID-19 atrapalhou uma mudança planejada para Zurique, cumprindo um programa de trainees.

## Filmografia

### Televisão
| Ano     | Título                      | Personagem                       | Notas                       |
| ------- | --------------------------- | -------------------------------- | --------------------------- |
| 2005    | Clara e o Chuveiro do Tempo | Clara Mendes                     |                             |
| 2006    | JK                          | Maria Estela Kubitschek          | Episódio: "3 de janeiro"    |
| 2006    | Vidas Opostas               | Letícia de Souza                 |                             |
| 2009    | Cama de Gato                | Eurídice de Brito Brandão        |                             |
| 2011    | Fina Estampa                | Carolina Fernandes Prado (Carol) |                             |
| 2013–14 | Malhação Casa Cheia         | Anita Toledo Alende              | Temporada 21                |
| 2016    | A Lei do Amor               | Carmem da Silva Leitão           | Episódios: "3–7 de outubro" |

## Dublagens
- Lilo em Lilo & Stitch, Lilo e Stitch 2: Stitch Deu Defeito, Stitch! O Filme, Leroy & Stitch, Lilo & Stitch: A Série
- Lúcia Pevensie em As Crônicas de Nárnia: O Leão, a Feiticeira e o Guarda-roupa, As Crônicas de Nárnia: Príncipe Caspian, As Crônicas de Nárnia: A Viagem do Peregrino da Alvorada, As Crônicas de Nárnia: O Leão, a Feiticeira e o Guarda-roupa (jogo)
- Sha-Ron em Mulan II: A Lenda Continua
- Mandy em Ben 10
- Isabel em As Aventuras de Babar (temporada 6)
- Lockette em O Clube das Winx
- Todo Mundo Odeia o Chris - Tonya Rock (1ª temporada)
- Cheese em Sonic X
- Júlia em Plano de Voo
- Rubi - Fernanda (criança)
- Chiquititas 2000 - Tok, um duende amigo de Maria
- Pearl em Procurando Nemo
- Chaca em A Nova Escola do Imperador
- Christiane em Nanny McPhee
- Samara Morgan em O Chamado
- Rebecca Coelha em Peppa Pig
- O Mistério do Planeta Terceiro - Alisa
- Annie em Mini Einsteins
- Rosie em Caillou
- Shani em The Witcher 3 Wild Hunt